# 神戸須磨シーワールド
神戸須磨シーワールド（こうべすまシーワールド）は、兵庫県神戸市須磨区の須磨海浜公園内にある総合海洋リゾート。2024年（令和6年）6月1日にオープンした。前身は神戸市立須磨海浜水族園。略称は「スマシー」。
フジサンケイグループのグランビスタ ホテル&リゾートが管理運営を担当しており、同社運営の鴨川シーワールド（千葉県鴨川市）は姉妹館。
本項では、併設するオフィシャルホテル「神戸須磨シーワールドホテル」についても取り上げる。

## 概要
「すべてのいのちは、こんなに大きい。」をコンセプトに掲げ、3つのエリアとオフィシャルホテルで構成されている水族館。その1つである、「オルカスタディアム」では西日本唯一のシャチの展示を行っており、水槽の窓越しにシャチを観ながらお食事ができるレストランや世界初のシャチに関する教育ゾーン「オルカラボ」と「オルカホール」が併設されている。また、将来的にベルーガの飼育施設を建設する予定である。

### コンセプト
コンセプトである「すべてのいのちは、こんなに大きい。」とは、生物にふれ生命のぬくもりを感じ生命の大切さを心と体で感じられる水族館を目指し、また、水族館の社会に対して担うべき４つの役割である「リクリエーション」・「教育」・「保全」・「調査・研究」を軸に、学び「Education（エデュケーション）」と 遊び「Entertainment（エンターテインメント）」を融合した「つながるエデュテインメント水族館」として、大人も子どもも楽しみながら学べる機会を提供していく神戸須磨シーワールドの姿勢である。

## 沿革
神戸市は神戸市立須磨海浜公園の再整備と同公園内の神戸市立須磨海浜水族園（スマスイ）を民営化を決定。2019年9月12日、「須磨海浜水族園・海浜公園再整備事業」の優先交渉権者として、サンケイビル（フジサンケイグループ）を代表企業とし、グランビスタホテル&リゾート（フジサンケイグループ）、阪神電気鉄道など7社が構成する企業グループが内定したことを発表した。
長年、神戸市の外郭団体である財団法人神戸国際観光コンベンション協会（現：一般財団法人神戸観光局）が管理運営を行っていたが、指定管理者制度の導入に伴い、同法人による運営を2009年度をもって終了。2010年度から4年間の指定管理者としてウエスコ・名鉄インプレス・アクアート特定業務共同事業体が選定され、動物学者の亀崎直樹が園長に就任した。2013年からは前述の3社と神戸国際観光コンベンション協会の共同で設立された共同事業体が運営を行ってきた。神戸市による「須磨海浜水族園・海浜公園再整備事業」に伴い、2020年4月1日付で優先交渉権者の構成企業であるグランビスタ ホテル&リゾートが指定管理者となった。先行して別館が営業終了し、残る本館が2023年5月31日19時をもって営業終了。同日付で須磨海浜水族園は完全閉館した。再開発事業は2022年1月に着工し、2023年6月以降は旧本館の解体に着手した。
2024年3月12日、グランビスタ ホテル&リゾートは、須磨海浜水族館の後継となる「神戸須磨シーワールド」と、新たに併設されるオフィシャルホテル「神戸須磨シーワールドホテル」の開業日を同年6月1日と発表。発表翌日より、ホテルの宿泊予約受付を開始した。
2024年6月1日、神戸須磨シーワールドがグランドオープン。正面ゲートにてグランドオープンセレモニーが行われ、サンケイビルの飯島一暢社長、グランビスタホテル&リゾートの須田貞則社長（当時）、神戸市の久元喜造市長、須磨区の熊谷保徳区長ら7名がテープカットした。
2024年10月12日、神戸須磨シーワールドの累計来場者数が100万人を突破した。
2025年5月4日、神戸須磨シーワールドの累計来場者数が200万人を突破した。200 万人達成を記念して、館長と神戸須磨シーワールドの公式キャラクター「オルシー」から、200万人目の来場客に神戸須磨シーワールドホテルの宿泊券と、シャチの特大ぬいぐるみが贈呈された。

## 施設

### オルカスタディアム
シャチの展示を行っており、シャチのパフォーマンスショーを鑑賞できるだけではなく、水槽の窓越しにシャチを観ながらお食事ができるレストランの「ブルーオーシャン オルカスタディアム」や世界初のシャチに関する教育ゾーン「オルカラボ」と「オルカホール」が併設される。

### ドルフィンスタディアム
ドルフィンスタディアムでは、イルカのスピーディな運動能力を紹介したり、併設されている「ドルフィンビーチ」では直接イルカとふれあえるプログラムの提供を行っている。
また、「ドルフィンホール」では、横幅10m以上の水槽の前でイルカを観察し、イルカと海を漂うような没入感を感じることができる非日常空間を創出している。

### アクアライブ
4階建ての構造になっているアクアライブは六甲水系・瀬戸内海の原風景を巨大なアマモ場の展示などで再現する「ローカルライフ」、太平洋・サンゴ礁を旅する「トロピカルライフ」からなる魚類展示エリアに加え、カリフォルニアアシカ、ゴマフアザラシやマゼランペンギン、ウミガメといった生きものたちの多様で豊かな行動を観ることができるゾーンの「ロッキーライフ」や、クラゲの幻想的な光景を鑑賞できる「クラゲライフ」で構成されている。また、一般市民に開放された無料開放エリアである「須磨コレクション」ではロングノーズガー、ピラルクー、ロシアチョウザメ、パイユ、オーストラリアハイギョなどの淡水魚を観察できる。

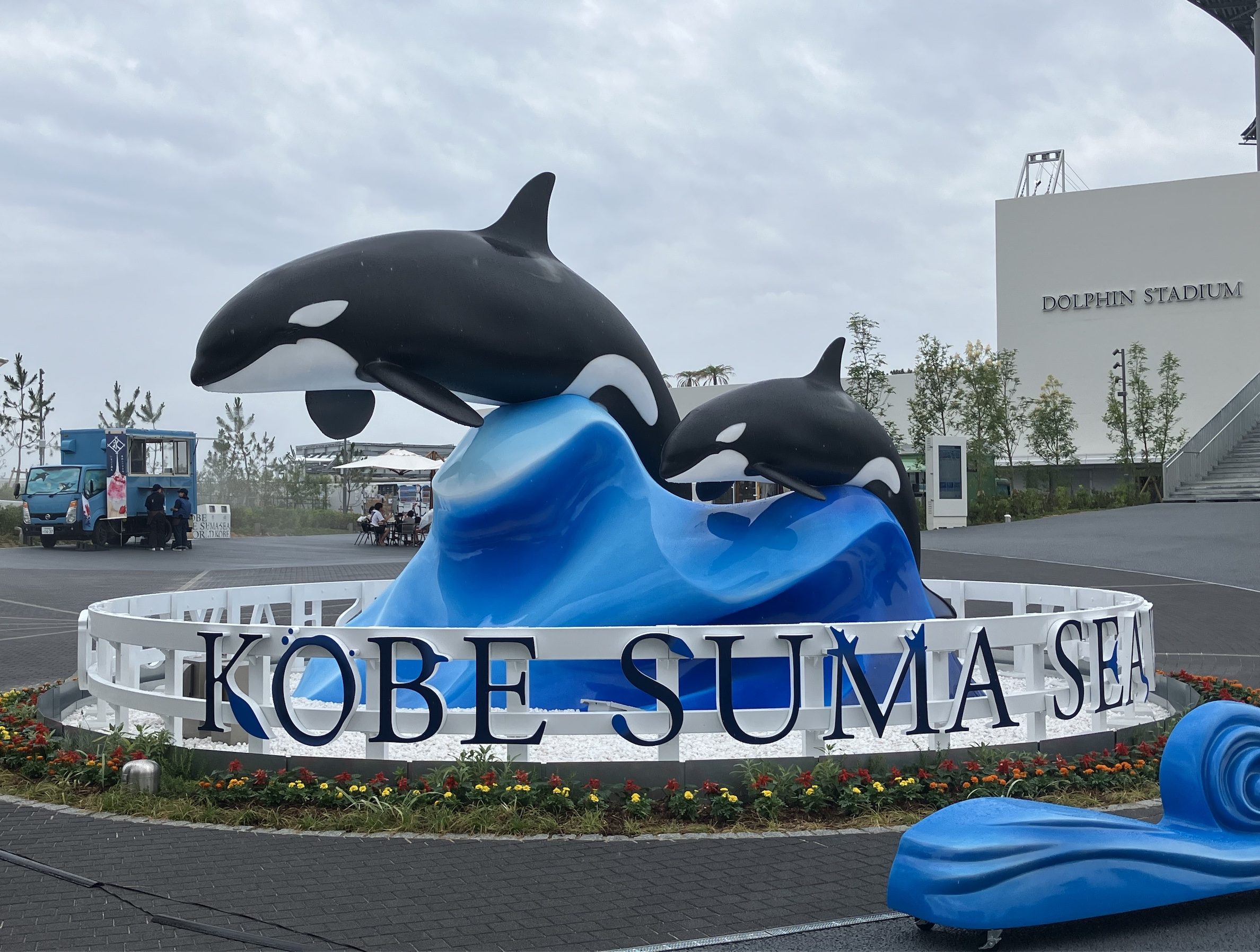
シャチのモニュメント
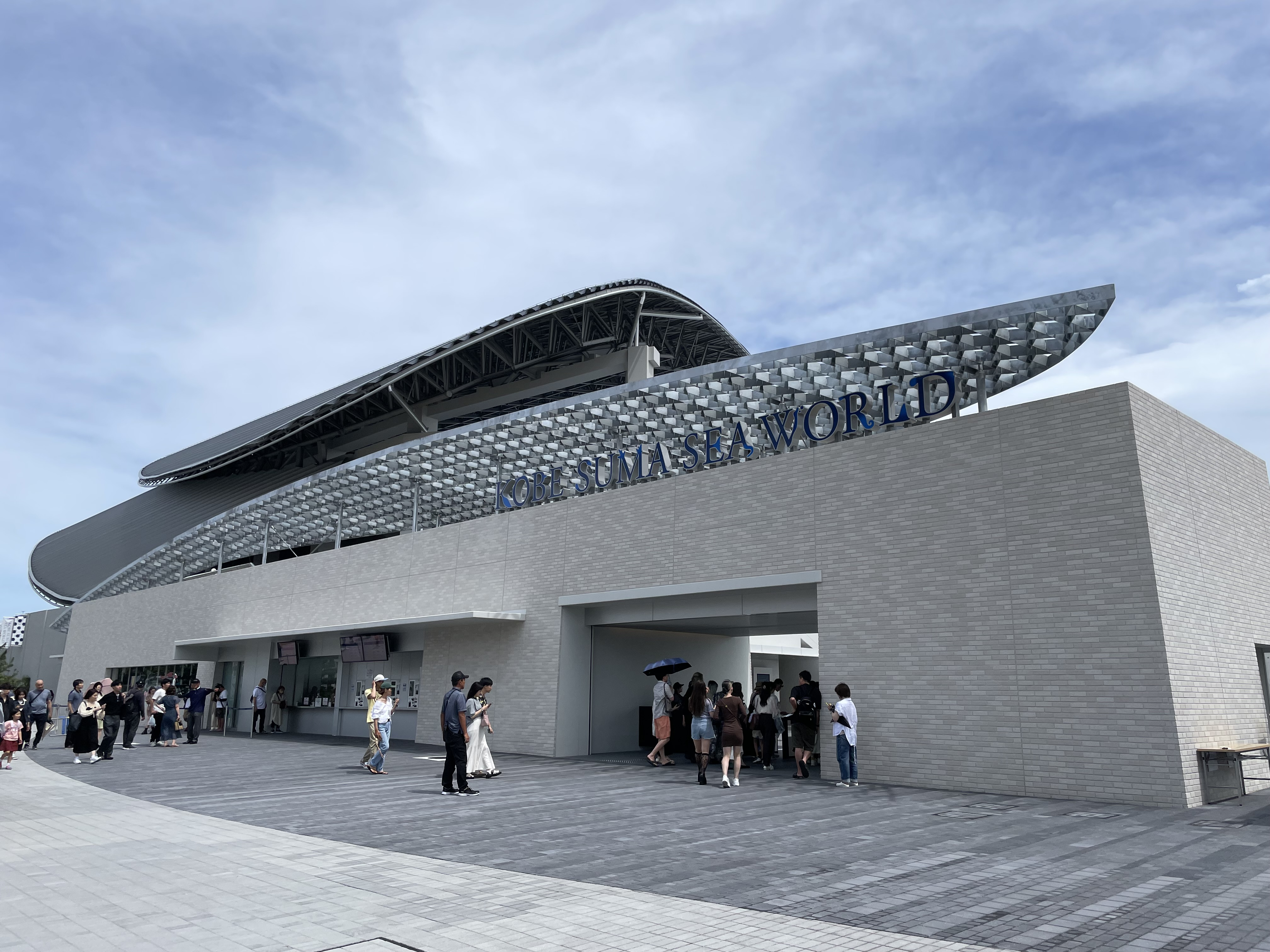
エントランス
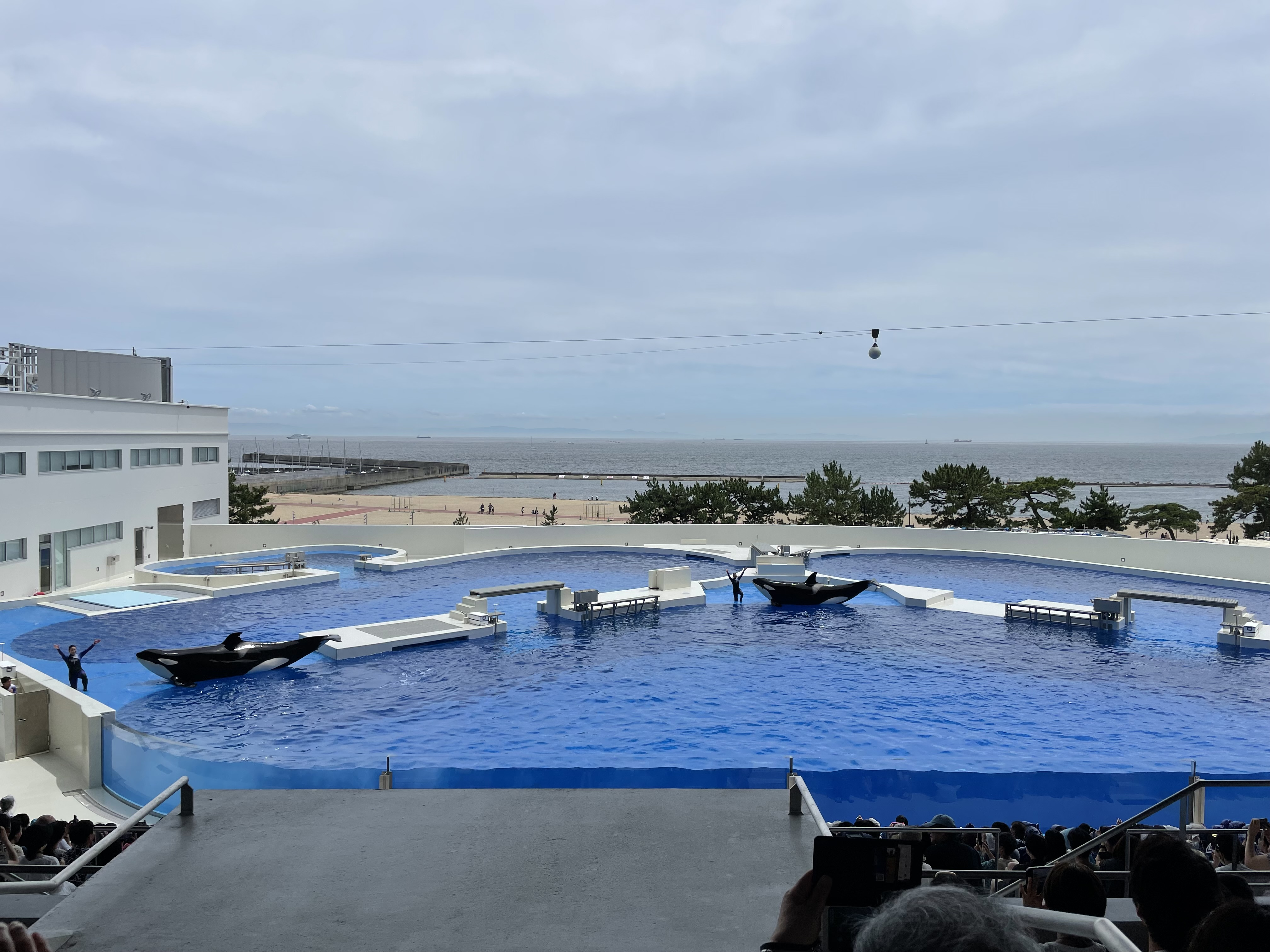
オルカスタディアムで行われるシャチパフォーマンス
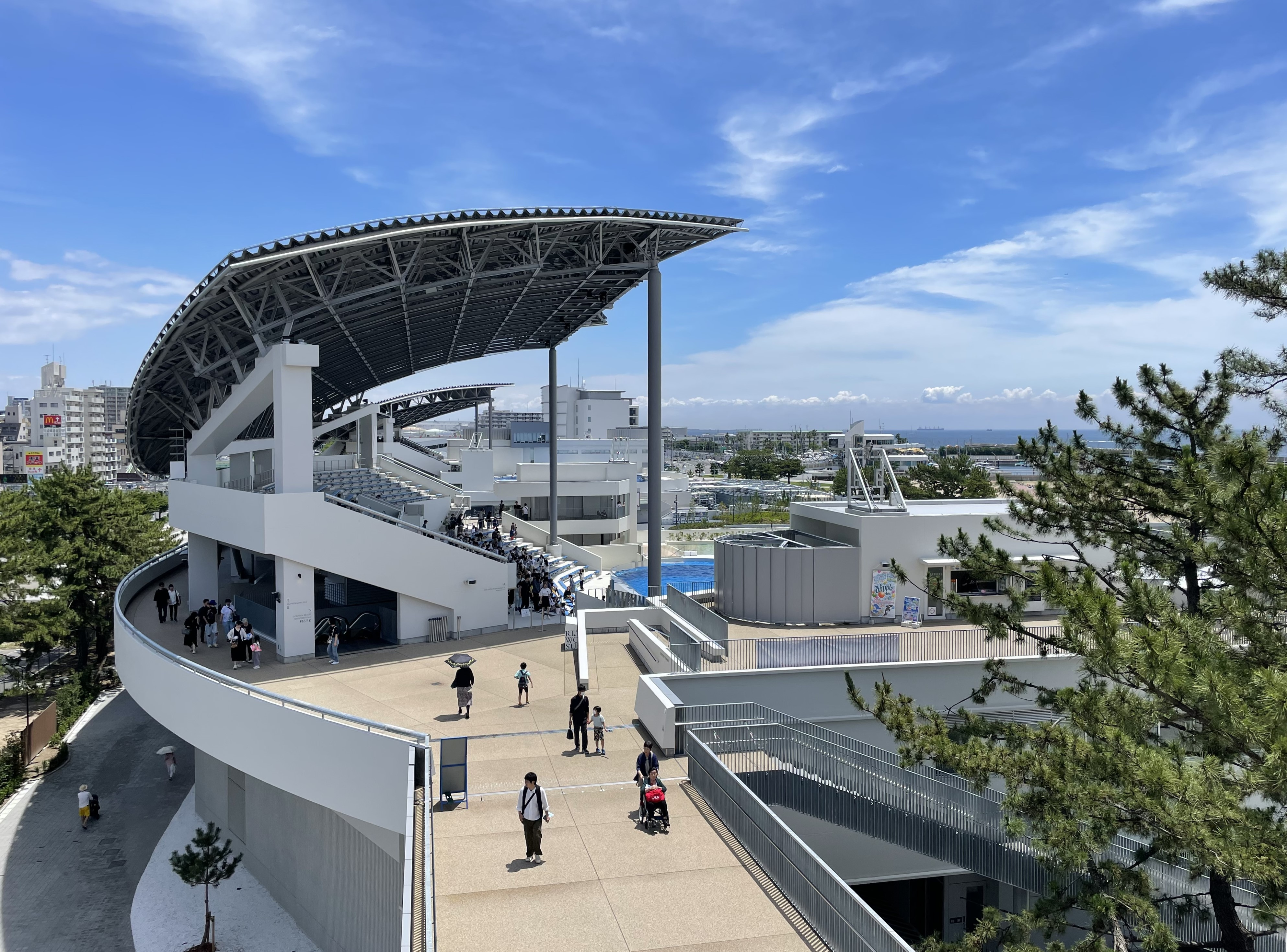
ドルフィンスタディアム
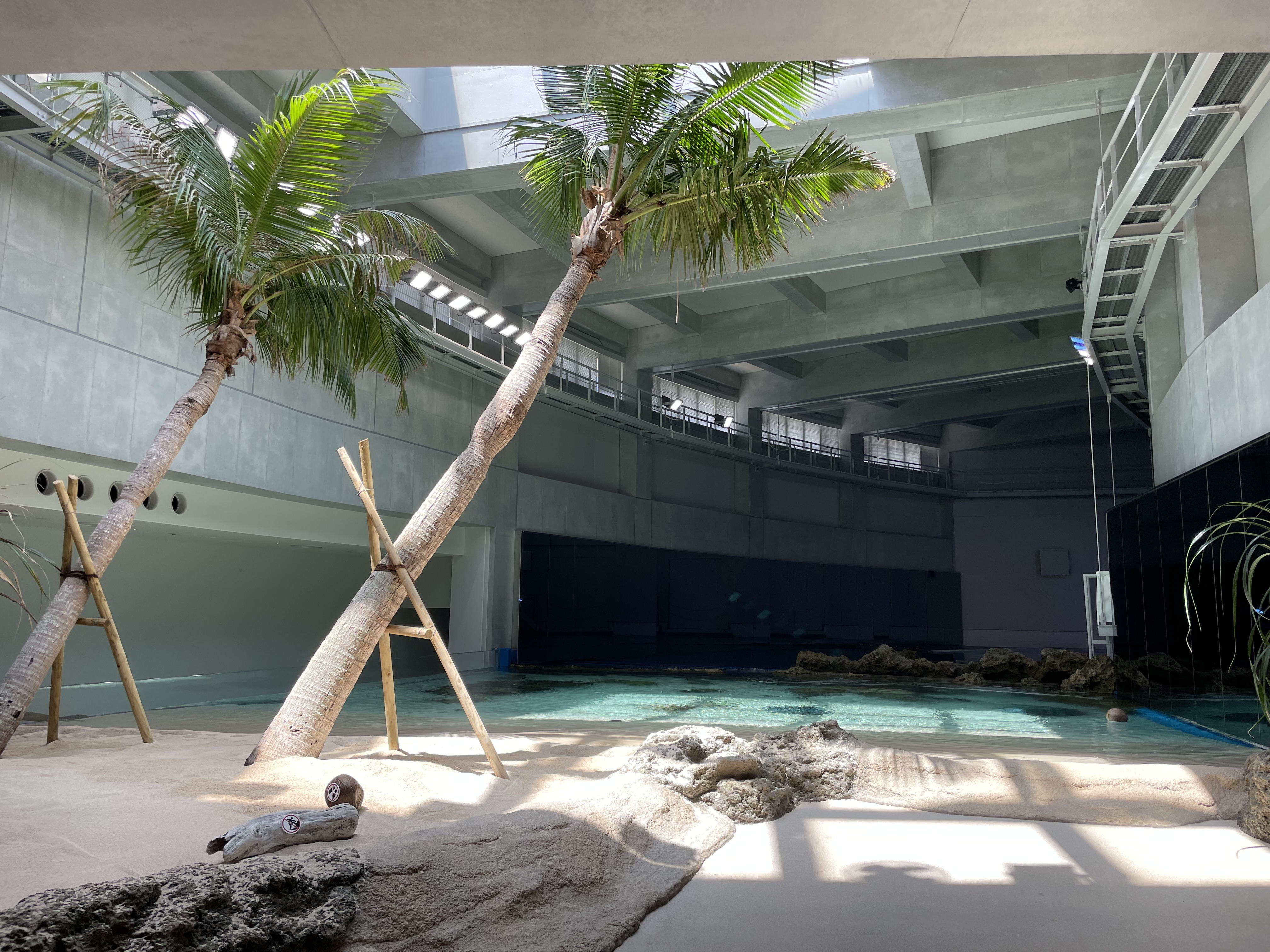
アクアライブ、トロピカルライフ
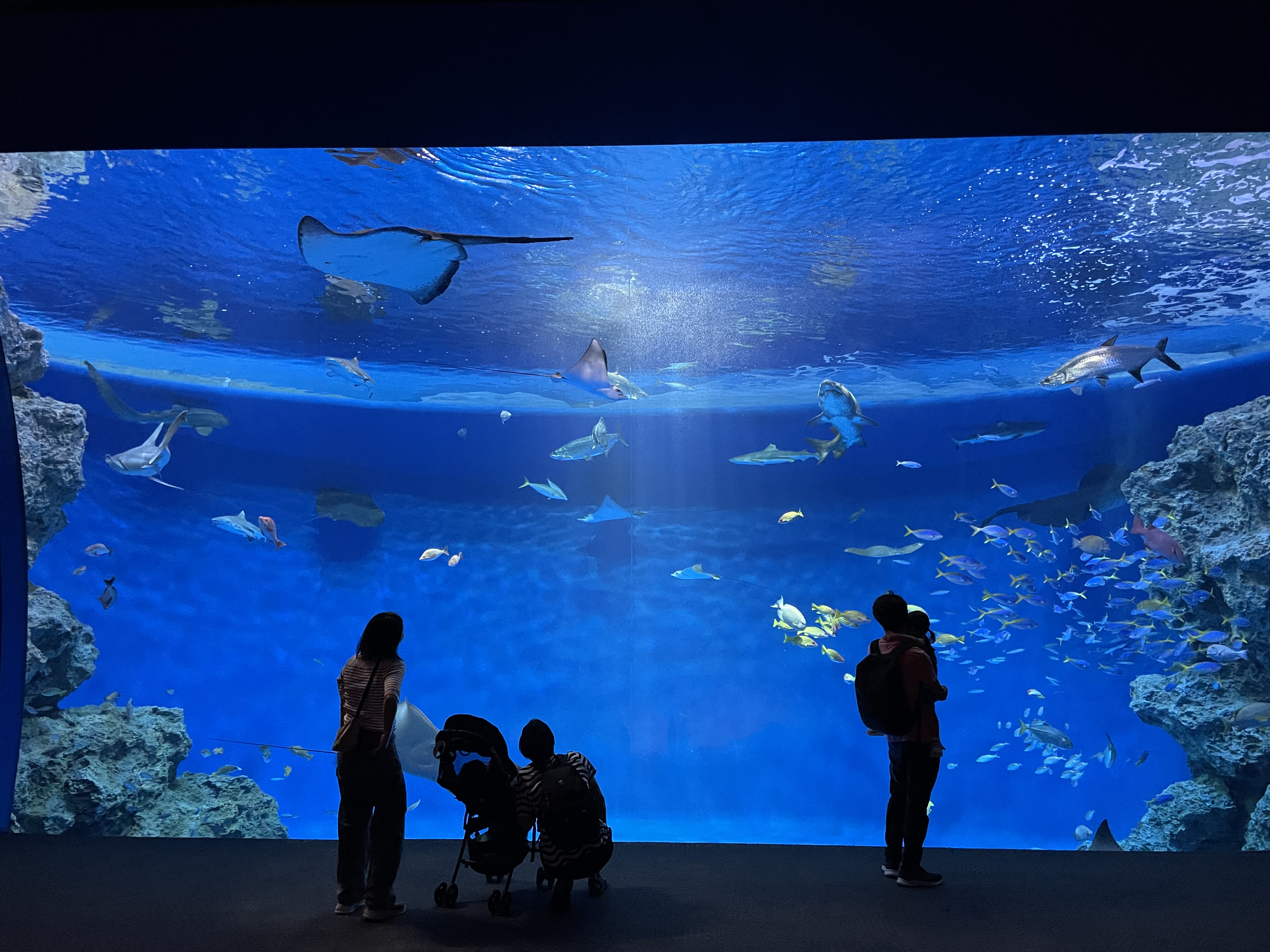
アクアライブ、トロピカルライフ大水槽

## 神戸須磨シーワールドホテル
神戸須磨シーワールドホテル（英: Kobe Suma Sea World Hotel）
は、神戸須磨シーワールドに併設するオフィシャルホテル。グランビスタホテル&リゾートが運営する。
日本で初めてのイルカとふれあえる「ドルフィンラグーン」を常設したホテルであり、イルカ体験をはじめ、さまざまな宿泊者限定アクティビティが用意されている。そのほか、不定期で特別企画が実施されている。
宿泊者はシーワールドへの入館が無料となる。宿泊当日の開館からチェックアウト日の閉館まで利用可能。ホテル宿泊者専用入館通路より、何度でも自由に入館することが可能。
全客室に明石海峡大橋、淡路島からのサンセットなど眺望を満喫できるバルコニーデッキを完備。水族館のオフィシャルホテルならではの客室内に水槽が設置されたプレミアムルーム（全6室）や、瀬戸内海の絶景を眺望可能なビューバスを備えたプレミアムルーム（全3室）など、プレミアムな仕様となっている。また、大家族やグループまで使いやすいアジョイニングルームも備えている。ホテルは8フロアで構成される。レセプションは海を見渡せる2階に位置し、ドルフィンラグーンや「せとうちハーバーレストラン」も同フロア。3階から7階が客室フロアとなっており、総客室数は80室。8階屋上デッキでは、須磨の移りゆく海を眺めながらゆっくりと寛ぐことが可能。

## 公式キャラクター
シャチをモチーフにしたキャラクターで、名称は「オルシー」。誕生日は開業日と同じ6月1日。王様になったばかりの元気なシャチという設定。サタケシュンスケによるデザイン。

## アクセス
鉄道
- 山陽本線（JR神戸線）須磨海浜公園駅 徒歩10分
- 山陽本線（JR神戸線）須磨駅 徒歩20分
- 山陽電鉄本線 月見山駅 徒歩15分「神戸須磨シーワールドきっぷ」(ご購入駅〜月見山駅までの往復きっぷ、神戸須磨シーワールドの入館券引換券)を、現在山陽電車券売機(月見山駅を除く)にて発売している。(2026年3月31日までの発売)

バス
- 神戸市営バス 神戸須磨シーワールド停留所下車
- JR須磨駅または山陽須磨駅から81系統で約3分

## 周辺情報
- 須磨離宮公園
- 須磨寺
- 須磨海水浴場
- 須磨浦山上遊園
- 須磨海浜公園
- 和田岬灯台
- 須磨浦公園
- 須磨海づり公園